# Simon Plestenjak
Simon Plestenjak (Eslovenia, 1975) es un fotógrafo y cineasta esloveno residente en Sao Paulo que ha realizado varios trabajos para National Geographic y para el periódico Folha de São Paulo, entre otras importantes publicaciones. También trabaja habitualmente en publicidad, habiéndolo hecho en campañas para firmas tan importantes como Jaguar o Nike.

## Biografía
Tras estudiar marketing en su país, en la Diversidad de Liubliana, Plestenjak terminó instalándose en Brasil, país americano en el que ha enriquecido su formación y lleva casi dos décadas trabajando, hoy en día fundamentalente e fotografía de producto y editorial.

## Premios (selección)
- 2013 . Mención en “Foto del año“ de Latinoamérica, Fortaleza, Brasil
- 2010. Mención en el SloPressPhoto de Liubliana, Eslovenia
- 2010. Foto del año. Emzin Liubliana, Eslovenia
- 2009. Ganador “Deporte individual” en el SloPressPhoto de Liubliana, Eslovenia
- 2009. Ganador “Historia deportiva” en el SloPressPhoto de Liubliana, Eslovenia

## Exposiciones (selección)
- 2013. "Habitat". Embajada de Eslovenia en Sao Paulo[4]